# NIT1
NIT1 (англ. Nitrilase 1) – білок, який кодується однойменним геном, розташованим у людей на 1-й хромосомі. Довжина поліпептидного ланцюга білка становить 327 амінокислот, а молекулярна маса — 35 896.
| 10         |  | 20         |  | 30         |  | 40         |  | 50         |
| ---------- |  | ---------- |  | ---------- |  | ---------- |  | ---------- |
| MLGFITRPPH |  | RFLSLLCPGL |  | RIPQLSVLCA |  | QPRPRAMAIS |  | SSSCELPLVA |
| VCQVTSTPDK |  | QQNFKTCAEL |  | VREAARLGAC |  | LAFLPEAFDF |  | IARDPAETLH |
| LSEPLGGKLL |  | EEYTQLAREC |  | GLWLSLGGFH |  | ERGQDWEQTQ |  | KIYNCHVLLN |
| SKGAVVATYR |  | KTHLCDVEIP |  | GQGPMCESNS |  | TMPGPSLESP |  | VSTPAGKIGL |
| AVCYDMRFPE |  | LSLALAQAGA |  | EILTYPSAFG |  | SITGPAHWEV |  | LLRARAIETQ |
| CYVVAAAQCG |  | RHHEKRASYG |  | HSMVVDPWGT |  | VVARCSEGPG |  | LCLARIDLNY |
| LRQLRRHLPV |  | FQHRRPDLYG |  | NLGHPLS    |  |            |  |            |

A: Аланін

C: Цистеїн

D: Аспарагінова кислота

E: Глутамінова кислота

F: Фенілаланін

G: Гліцин

H: Гістидин

I: Ізолейцин

K: Лізин

L: Лейцин

M: Метіонін

N: Аспарагін

P: Пролін

Q: Глутамін

R: Аргінін

S: Серин

T: Треонін

V: Валін

W: Триптофан

Кодований геном білок за функцією належить до гідролаз. 
Задіяний у такому біологічному процесі, як альтернативний сплайсинг. 
Локалізований у цитоплазмі, мітохондрії.